# Алмогавери

Алмогавери, Алмогавари или Алмугавери (кат. almogàvers) били су плаћеници у служби арагонско-каталонских краљева Ђаумеа Освајача и Переа Великог који су се борили у пограничним пределима против муслимана у XIII веку у доба Реконкисте. Били су познати као изузетно вешти и надасве храбри, али и веома агресивни и сурови ратници. На непријатељској територији су живели од пљачке, а у доба мира су обично проузроковали проблеме пљачкањем сељака и честим тучама.
Након завршетка Реконкисте и борби на југу Италије, борили су се на Истоку, углавном у Византији у 14. веку где добијају име Каталонска дружина са Истока (кат. Companyia Catalana d'Orient). Одлазак алмогавера у Византију је плод три битна момента:
- Федерико II од Сицилије је хтео да се реши алмогавера који су само изазивали нереде на острву, након мира у Калтабелоти (1302) склопљеног између Арагона и Анжујаца приликом којег се одлучило да се Напуљ додели Карлу II Анжујском а Сицилија Федерику.
- Бивши темплар, Руђер де Флор, вођа алмогавера, имајући у виду да је Федерико имао веома добре односе са Светом столицом, није желео да буде предат правди јер је претходно био оптужен за крађу драгоцености из темпларских ризница и хришћана које су темплари спасили у Сан Хуан де Акреу[3].
- Византијском цару, Андронику II Палеологу су хитно били потребни ратници као алмогавери како би се супротставио Турцима који су надирали из Мале Азије.

## Етимологија назива
Термин алмогавер долази од арапског al-mugawir што би значило „група људи која упада на непријатељску територију". Други пак извори тврде да је значење ове арапске речи „извиђач"
Такође називи за вођу (адалид) и капетане (алмокадени) алмогавера потичу од арапских речи al-dalid што значи водич, и al-muqadam што значи поглавица. Претпоставља се да су имена преузета из арапског јер су се током Реконкисте борили углавном на граници са маварским територијама и константном додиру са арапским језиком којем су тамо били изложени.

## Порекло
Алмогавери су били горштаци из краљевине Арагон, људи одрасли на падинама арагонско-каталонских Пиринеја и теруелских планина у околини месташца Албарасин. Иако су првобитно потицали из Арагона, редове алмогавера су чинили припадници разних народа. У почетку су то били Каталонци, Наварци и Баски чија је властела имала политичке везе са арагонским краљевима, као и мосарапи — хришћани који су живели на територији под муслиманском влашћу, и који су доведени у Арагон у једном од „ослободилачких“ похода на муслиманске територије, као и муслимански одбегли робови. Касније, кад су отишли да ратују на Исток, такође су у своје редове примали Грке и Турке.
Војна огранизација алмогавера је била веома једноставна. Делили су се на обичне војнике (алмогавери), капетане (алмокадани) и вође (адалиди). Обично су се организовали у мале групе 5-15 људи. Њихове вође, адалиди, били су способни људи које су они сами бирали између својих редова путем гласања, а на основу заслуга и храбрости показаних у борби. Ова једноставна структура организације и могућност напредовања без обзира на порекло је стварала међу овим ратницима истински чврсте везе чије су најбитније карактеристике биле пре свега оданост и верност према другу саборцу.
У ратна времена, када су их упошљавали разни владари као плаћеничку војску и када би њихови редови нагло бројчано порасли, волели су да се ставе под команду неког од племића, не зато што су се сматрали неспособнима за команду, него што им је племићко име гарантовало поштовање и легитимитет.
Алмокадани и адалиди су ратовали на коњима, међутим, према историјским изворима изгледа да су више волели да се боре пешке раме уз раме са својим друговима, иако су имали изузетно добре коње задобијене у пљачкама. Непобедивост алмогавера у биткама се заснивала на лукавој тактици, муњевитим и надасве силовитим нападима или заседама, способношћу кретања по неприступачним, високим и каменитим теренима, као и велика агилност и покретљивост. Одбацивали су све што би им отежавало брзо кретање. Тешки оклопи и наоружање, толико карактеристични за средњи век није их интересовало; алмогавери су постали специјалисти у руковању лаким бацачким оружјем, као на пример кратко копље које су звали аскона (кат. ascona) и које су бацали са толиком силином да су били способни да пробију штит противника, или дуги широки нож који су звали култељ (кат. coltell). Од одеће су, и зими и лети, користили само кратку тунику и широки кожни појас, а на ногама су носили само сандале од коже. Понекад би користили и мале штитове, али су углавном ишли без њих.
Развили су веома импресивну тактику застрашивања непријатеља. Са собом су увек носили камен кремен којим су ударали о оштрице ножа пре него што би се упустили у битку уз застрашујуће ратне покличе који су утеривали страх у кости непријатељима. У битку су улазили уз поклик: „Пробуди се, челику!" (кат. Desperta, ferro!), „Сант Ђорди! (кат. Sant Jordi!; Свети Ђорђе, који је каталонски светац заштитник), или „Арагон!"..
Мунтанер пише о једном франачком ратнику који је, кад је чуо ратне покличе алмогавера, узвикнуо видно узбуђен:
Шта је то? Налетели смо на ђаволе! Ако су способни да пробуде челик, значи да стварно хоће да нас нападну! Добили смо оно што смо тражили!

## Почеци
Алмогавери су се борили против Мавара у служби Ђаумеа I Освајача у освајању Валенсије, а кад се Реконкиста завршила, учествовали су у територијалном ширењу Арагона под Переом III чија је експанзионистичка политика била углавном окренута ка јужној Италији, тако да су учествовали у освајању Сицилије и Напуља. Касније су наставили да се боре у служби Переовог сина, Ђаумеа II, који је за гувернера Сицилије прогласио свог брата Федерика. Када је Ђауме хтео да врати Сицилију Анжујцима како би склопио мир, Федерико се побунио а алмогавери, како су били у његовојслужби, наставили су да се боре на страни Федерика око преимућства над Сицилијом са Анжујцима. Мир у Калтабелоти је алмогавере оставио без посла, нису могли да се врате у Арагон, јер су сад били отпадници у очима арагонског краља Ђаумеа, а нису могли ни да остану на Сицилији јер Федерико није више могао да их плаћа.

## Руђер де Флор
Руђер де Флор (кат. Roger de Flor) — такође на немачком, Рутгер Блум, је био вођа алмогаверса који је из историје прешао у легенду. Није био Каталонац нити је био рођен у Арагону, али су му његови ратни подвизи обезбедили почасно место у историји ових невероватних ратника.
Од мајке Италијанке и оца Немца, врло брзо је остао сироче које су прихватили витезови Темплари који су у то доба пролазили кроз Јонско море. Млади Руђер се врло брзо истакао по снази и невероватној храбрости. Чак је стигао да командује флотом галија са којом је такође учествовао у одбрани Светог Јована од Акре, када је спасао животе многих хришћана. Међутим, том приликом је био оптужен да је украо неке драгоцености из темпларске ризнице и од хришћанских избеглица, те у страху да га не ставе на суд, побегао је на Сицилију и обрео се на једној од галија дон Федерика. Тамо је по први пут сусрео алмогаверсе са којима је одмах нашао заједнички језик и склопио пријатељства са многим адалидима.
Руђер им је тада понудио оно што су сви они жељно ишчекивали — ново ратно ангажовање које би им донело богатство у виду ратног плена. Андронику II, византијском цару преко су били потребни ратници попут алмогаверса како би зауставио надирање Турака кроз Малу Азију. Заузврат, цар им је понудио дуплу плату од оне која је била уобичајена за плаћенике у Византији, а Руђеру је обећао место мега дукса и руку једне припаднице византијског племства.
Како су алмогаверси сваку одлуку стављали на гласање ни овај пут није био изузетак. Након гласања, идеју прихватише, а Руђера изабраше за вођу.

## У служби византијског цара
Алмогаверска војска која се искрцала 1303. године у Константинопољу бројала је око 7.000 људи. Дочекао их је цар Андроник II у друштву свог сина, Михајла. Андроник је испунио једно од својих обећања и одмах је оженио Руђера са својом нећаком, Маријом и доделио му титулу мега дукса. Свадба је била по свим правилима краљевска, и све је прошло у најбољем реду, међутим, већ следећег дана је дошло до сукоба са Ђеновљанима који су извукли дебљи крај у том сукобу. Све је почело шалом, када су два Ђеновљанина наишла на једног алмогавера и почели да га исмевају због његовог, више него скромног одела. Алмогавер, вичнији песницама него језику, узвратио је мачем и посекао обојицу. Утом прискочише у помоћ и једни и други и ускоро се направи право крвопролиће на улицама Константинопоља. Андроник, иако задовољан поразом Ђеновљана, ипак је убрзао одлазак алмогаверса на задатак. Монткада каже:
Андроник је са задовољством посматрао са прозора палате како су Ђеновљани малтретирани и неки чак побијени, и потом наглас исказао своју нетрпељивост према њима; међутим кад виде да су алмогавери почели да кољу све одреда са својом уобичајеном ревношћу, уплаши се да ће тог дана сви Ђеновљани у Константинопољу бити побијени, што је била веома опасна ствар по његов опстанак, јер је мир царства зависио од њих (Ђеновљана).
Прво су били послати на другу обалу Мраморног мора где се налазио турски логор. У зору, развише сењеру (каталонску заставу) и боје дон Федерика и нападоше Турке. Ухваћени на препад, Турци нису успели да се снађу и били су сви до једног побијени. Према неким изворима, тог дана је погинуло од каталонског ножа око 8.000 Турака. Византијци су били задивљени, а принцу Михајлу је већ било јасно да алмогавери представљају потенцијалну опасност, како по његов престо, тако и по његов живот.
У пролеће 1303. године, требало је бранити град Филаделфију од турске опсаде, те су алмогавери били послати у помоћ. Као и увек, у муњевитом нападу алмогавери су десетковали турску пешадију и коњицу, усмртивши и самог емира, чија је смрт довела до општег расула турске војске. Турци су покушали да се повуку, али су били масакрирани. Према неким хроникама, у тој борби на арагонско-каталонској страни пало је само 100 алмогавера и неких 80 коњаника.
Током ослобађања Тирије, погинуо је Корбаран де Алет (кат. Corbarán de Alet), веома цењен и храбар вођа, међутим, те исте године тај губитак је био надокнађен доласком Берната де Рокафорта (кат. Bernat de Rocafort) (у неким изворима се помиње и као Беренгер де Рокафорт) са Сицилије, човека који је био познат као одличан војник и који је довео појачање од 1.000 алмогавера.
Од тада, легенда се сама ширила. Градови широм Византијског царства, ако би се нашли у опасности од Турака, звали су алмогавере у помоћ. Сами алмогавери су наставили са својом борбеном кампањом и продирали све даље у Малу Азију. Код Ефеса су их Турци напали на препад. Иако изненађени јер по први пут нису били они који су нападали, брзо су се прибрали и десетковали су нападаче. Борбе које су водили биле су углавном муњевити и изнад свега немилосрдни напади у којима се рачунало на ефекат изненађења и одликовали су се изузетном суровошћу.
Одлучујућа битка се десила 15. августа 1304. код теснаца који Мунтанер назива Гвоздена врата, што би био теснац познат као Киликијска врата тур. Gülek Boğazı) у Малој Азији, код брда Торо (тур. Ala-Dagh или Bulghar-Dagh) у данашњој јужној Турској. Тај пролаз је био од стратешког значаја јер се њиме долазило до богатих равница на југу Мале Азије. Руђер де Флор је командовао коњицом а Рокафорт алмогаверима, укупно 8.000 људи. Турска војска је бројала 30.000. Резултат је био колико невероватан, толико и застрашујући: Тог дана су алмогавери оставили неких 18.000 турских лешева на бојном пољу.
Након ове победе, алмогавери се крајем јесени 1304. године вратише се на обалу, пређоше теснац, те се сместише у граду Галипољу на обалама Дарданела. Тамо им се придружио још један ратник који ће оставити трага у историји ових ратника: Беренгер Етенса (кат. Berenguer Etença), који је са собом довео још 1.000 алмогаверса и 300 коњаника. Руђер је затражио од византијског цара да Етенсу прогласи мега дуксом што је Андроник II врло радо учинио, а Руђера је уздигао до положаја царског цезара. Овакве почасти су изазвале завист међу Византинцима а Михајло је почео да кује план не би ли се ослободио конкуренције.

## Издаја и убиство Руђера де Флора
Осим Михајла, Ђеновљани су такође почели да кују заверу против алмогаверса. Испричаше цару да се алмогаверси припремају да крену против њега, да је Етенса дошао не да би помогао у борби против Турака, него како би помогао заверу против цара, како се краљ Сицилије, Федерико, спрема да дође са 12 бродова у помоћ алмогаверсима, међутим, Андроник им није поверовао. Међутим, с друге стране, Михаило је такође говорио цару против алмогаверса и указивао му на њихову неотесаност и арогантност, јер су ови, пошто је плата каснила, малтретирали наоколо грчке сељаке, и тиме указивао на опасност која им је претила од ових неукротивих ратника.
Ускоро је Михајло прешао са речи на дела. Почетком априла 1305. године, кобазилеј Михајло се налазио у граду Адријанопољу. Позвао је Руђера де Флора под изговором да жели да прослави његове величанствене победе. Руђерова жена, Марија, као и многи капетани, покушаше да одврате свог адила од пута, јер им тај позив није слутио ни на шта добро. Међутим, Руђер је одбио све савете и напустио Галипоље са пратњом од 1.300 људи, што алмогаверса што коњаника, и кренуо пут Адријанопоља, не слутивши шта му се тамо спрема.
Михајло га је лепо дочекао и није ничим показивао своје намере. Организовао је банкет на коме се пило и јело више дана. Коначно, последњег дана Руђеровог боравка, у салу где су гости и домаћини јели, упао је Георгиос, вођа Алана, са својим људима који су такође били византијски плаћеници, и после кратке борбе, убио Руђера де Флора и одсекао му главу, а Алани су све алмогаверсе из пратње побили и раскомадали.
Међутим, ту није био крај страдања каталонских плаћеника. У Хераклеји и Родосту, где су се налазиле истурене јединице алмогавера, десио се прави покољ — у Родосту, група алмогавера који су били део једне амбасадорске групе, била је ухваћена, убијена и раскомадана, да би се касније ти исти комади њихових тела нашли изложени на пијаци, окачени о месарске куке.

### Каталонска освета
Свестан свог злочина, али чврсто решен да заврши оно што је почео, Михајло се упутио ка Галипољу на челу војске која је бројала 30.000 војника. Беренгер Етенса, који је изабран на место Руђера де Флора, имао је само 3.300 алмогавера и око 200 коњаника. Међутим, Каталонци, не само да се нису уплашили, него су чак објавили рат византијском цару. Уместо да сачека византијску војску у Галипољу, Етенса се укрцао на брод са 800 алмогавера на 5 галија и кренуо пут Хераклеје, где је стигао по ноћи, напао град и поклао скоро све становништво.
Пошто је добио вести о покољу, цар Андроник је сакупио још једну војску која се придружила Михајлу који је био на путу ка Галипољу. Етенса, кад је сазнао за ову другу војску, пошао јој је у сустрет са неких 800 људи и уништио је. Међутим, на повратку, наишао је на ђеновљанску галију чији га је капетан позвао да дође са изговором да је хтео да га упозна. Међутим, радило се о заседи, те су Етенсу, како је ступио на ђеновљански брод, заскочили и заробили, те су га одвели за Ђенову.
Како је каталонско-арагонска дружина опет остала без вође, ставише опет на гласање то питање и изгласаше Берната де Рокафорта за новог вођу.
Дана 7. јуна 1305. године, алмогаверска војска је код Галипоља изашла у сусрет византијској војсци принца Михајла. Алмогавери, знајући да се сукобљавају са бројчано далеко надмоћнијим непријатељем, јуришали су у очајнички напад. Мунтанер тврди да су тог дана 10.000 Византинаца изгубило животе на бојном пољу, док су губици на каталонско-арагонској страни били незнатни. Принц Михајло је успео да побегне, међутим, ускоро је опет окупио војску и пошао у још једну битку, код Апроса, коју је такође изгубио.
Од тада, па током две пуне године, Византинци се нису усуђивали да поново изазивају сукобе. То време су алмогавери искористили за непрекидну пљачку и масакре по целој Грчкој, а посебно у Тракији и околини Константинопоља. Такође нису заборавили на Родосто и у једном муњевитом нападу сравнили су град са земљом. Родосто, каже Мунтанер, престао је да постоји. Цела Тракија је била опустошена. Пошто су им били потребни бродови како би превезли огроман плен који су сакупили током својих напада и пљачки, напали су ђеновљанске бродове који су били укотвљени у граду Стенији, на неких 200 km од Константинопоља. Напали су град, спалили га и домогли се галија.
Алани и њихов вођа Георгиос, убица Руђера де Флора, нису ништа боље прошли. Напали су их кад су се ови спремали на одлазак кући по истеку уговора о најамништву који су имали са Византијом. Напали су их и до једног масакрирали.
Ови масакри који су трајали пуне две године су у историји познати као „каталонска освета". Колико су недела алмогаверса остала урезана у народном сећању говори чињеница да се у Грчкој сматра најгором клетвом кад неко каже: „Дабогда те стигла каталонска освета.", а да је у једном делу Албаније реч Katallán-i попримила значење „вампир“ или „монструм".

## Крај једне легенде
Почетком 1306. године, Етенса се вратио из заточеништва пошто је Ђеновљанима био плаћен откуп. Међутим, ствари су се промениле и он више није могао да рачуна на подршку међу алмогаверима, који су сада стајали чврсто уз Рокафорта. Умро је 1307. године под веома чудним околностима на једној експедицији у Македонији, вероватно по наређењу самог Рокафорта.
Од овог момента па на даље, извори су прилично непрецизни. Рокафорт се вероватно, такође борио за вођство са принцем Фернандом од Мајорке (сином Ђаумеа II од Мајорке), кога је Федерико II од Сицилије послао као свог представника, те се зарад моћи, одрекао верности Федерику и ставио у службу франачког принца Шарла де Валое. Изгледа да је желео да се прогласи краљем Грчке те је зато ступио у везу са Тибоом Сепојем (фр. Tibaut de Cepoy) који га је међутим, 1308. године ухапсио и послао у Напуљ, где је Рокафорт умро од глади у затвору. Извори такође наводе да су га сами алмогавери ухватили и предали због терора који је увео након смрти Етенсе.
Након нестанка Рокафорта, алмогавери су следећих седам година ратовали у служби франачких властелина, да би се на крају сукобили са франачким грофом од Атине, Готијеом де Бријеном (фр. Gautier de Brienne), зато што је овај одбио да их плати за војевање у његовој служби против Тесалије и Турака. Године 1311. после битке код Халмироса, алмогаверси заузимају Атинско војводство, да би нешто касније створили још једну алмогаварску грофовију, Неопатрију, које су ускоро постале заборављени вазали Круне Арагона.
Седамдесет и седам година се вијорила „сењера" на брду Партенон. Године 1388. други ратници са Иберијског полуострва, ратници који су долазили из Наваре, отели су алмогаверима грофовију Атину. Након тога, алмогавери прелазе у легенду.

## Алмогавери на Балкану и у српској војсци
Постоје индиције да је каталонске најамнике ангажовао и Стефан Дечански у бици код Велбужда против Бугара 1330. године. У Србију су вероватно стигли преко Краљевине Сицилије која је у то време била део Круне Арагона која је тада била у рукама барселонске династије.
Постоје писана сведочанства о присутности алмогавера на Балкану и пре 1330. године. Године 1301. у време рата са Србијом, у дубровачку службу примљено је пет најамника који су по свему судећи били Каталонци. Такође постоје записи о томе да је Венеција 1313. године узела у најам групу каталонских најамника у борби против побуњеног Задра. Међутим, Младен II Шубић се споразумео са њиховим вођом и убедио их да пређу на његову страну за 1.000 златних флорена.
Први записи о присутности алмогавера као српских најамника потичу из Дубровника, и датирају из априла, а потом и из августа 1330. године. Очигледно је да је велика група каталонских најамника који су чекали на позив од српског монарха у Дубровнику била виђена као опасност, те је Мало веће Дубровника донело одлуку о именовању два властелина који би са својим људима одржавали ноћу ред и мир, а врло брзо је у Већу умољених поднет предлог да се сви странци осим трговаца истерају из града које међутим није било прихваћено. Донета је одлука да се странцима само одузме оружје и да се појачају мере обезбеђења града. Колико су Дубровчани те странце сматрали опаснима, говори и кнежева наредба од 23. септембра у којој се забрањује свим Дубровчанима да довозе у град или градску област најамнике који су „ишли у, или напуштали поседе краља Уроша".
Ови и други списи нађени у Дубровачком архиву говоре о великој активности у Дубровнику тих година када се Стефан Дечански припремао за предстојећу битку на Велбужду. Стефан тражи најамнике. Неки Каталонци чекају на новац да стигне из Србије. Њихово оружје је већ на Бојани на путу ка Србију. Уговара се превоз и прављење хлеба за најамнике. Такође постоје записи о једном каталонском вођи који иступа као озваничен заповедник каталонских најамника код краља Србије.
Међутим, не постоје чврсти докази који би засигурно потврдили учешће Каталонаца у бици код Велбужда. У сваком случају, од разних група каталонских најамника који су тих година боравили у Дубровнику, многе нису реално могле учествовати у бици. Према проф. Динићу, они који су били у Дубровнику у априлу и јуну 1330. године, имали су реално могућност да стигну до 28. јула и да учествују у бици, међутим, не постоје чврсти докази да су они то и учинили. Затим, радило се о малој групи људи (свега 6 особа), мада додуше, проф. Динић износи претпоставку да су такође могли бити представници неке веће групе каталонских плаћеника. Што се тиче августовске, највеће групе, не постоји никаква реална могућност да су учествовали у српско-бугарском сукобу. Они су се нашли у Дубровнику између 4. и 15. августа и или нису стигли на време у бој или су у то доба већ били напустили Србију. Подаци којима се располаже говоре у корист прве опције.
Српски извори не помињу никакве стране плаћенике у бици код Велбужда.